# Paracytherois producta
Paracytherois producta is een mosselkreeftjessoort uit de familie van de Paradoxostomatidae. De wetenschappelijke naam van de soort is voor het eerst geldig gepubliceerd in 1889 door Brady & Norman.